# 島崎陽
島崎 陽（しまさき あきら、1973年5月15日 - ）は、日本の実業家。株式会社ALBA代表取締役社長、株式会社ALBA TV 代表取締役社長

## 人物・経歴
東京都世田谷区生まれ。2000年ダブルクリック株式会社入社、2003年株式会社オプト（現デジタルホールディングス）入社後新規事業の立ち上げに従事。2005年に小池書院よりゴルフ雑誌「アルバトロス・ビュー」の事業買収を手掛け、株式会社オプト100%子会社の株式会社ALBAを設立し代表取締役社長に就任。2006年に女性向けゴルフファッション誌「Regina」を創刊。
2008年に株式会社ALBAに対してMBO（マネジメント・バイアウト/経営陣による自社買収）を実施。2014年に「週刊パーゴルフ」事業を買収、株式会社パーゴルフを設立、代表取締役社長に就任。
2017年に株式会社ALBAが株式会社パーゴルフを吸収合併、同時に社名をグローバルゴルフメディアグループ株式会社に変更。2017年ゴルフ専門動画配信プラットフォーム事業を運営する株式会社GOLF Net TVを立上げ代表取締役に就任。